# 草酸锰
草酸锰是一种化合物，化学式为MnC2O4。

## 制备和性质
硝酸锰和草酸铵在水溶液中反应，可以得到正交晶系的γ-MnC2O4·2H2O。MnC2O4·3H2O会经α-MnC2O4·2H2O（该相可由乙酸锰浓溶液反应制得）转变为γ-MnC2O4·2H2O。
草酸锰也可由乙酸锰四水合物和草酸铵一水合物在固相研磨后于80 °C反应得到。
草酸锰受热可以分解，生成一氧化锰，在空气中加热时还会有氧化产物三氧化二锰生成：
MnC2O4 → MnO + CO + CO2
4 MnC2O4 + 3 O2 → 2 Mn2O3 + 8 CO2